# 헬리오스 항공 522편 추락 사고
헬리오스 항공 522편 추락사고는 2005년 8월 14일 그리스에서 발생한 여객기 추락사고이다. 
승객과 승무원 121명이 모두 사망한 그리스 최악의 여객기 추락참사로 기록된다. 
사고 원인은 여압장치의 설정을 '자동'으로 하지 않았기 때문인 것으로 결론내려졌다.

## 개요

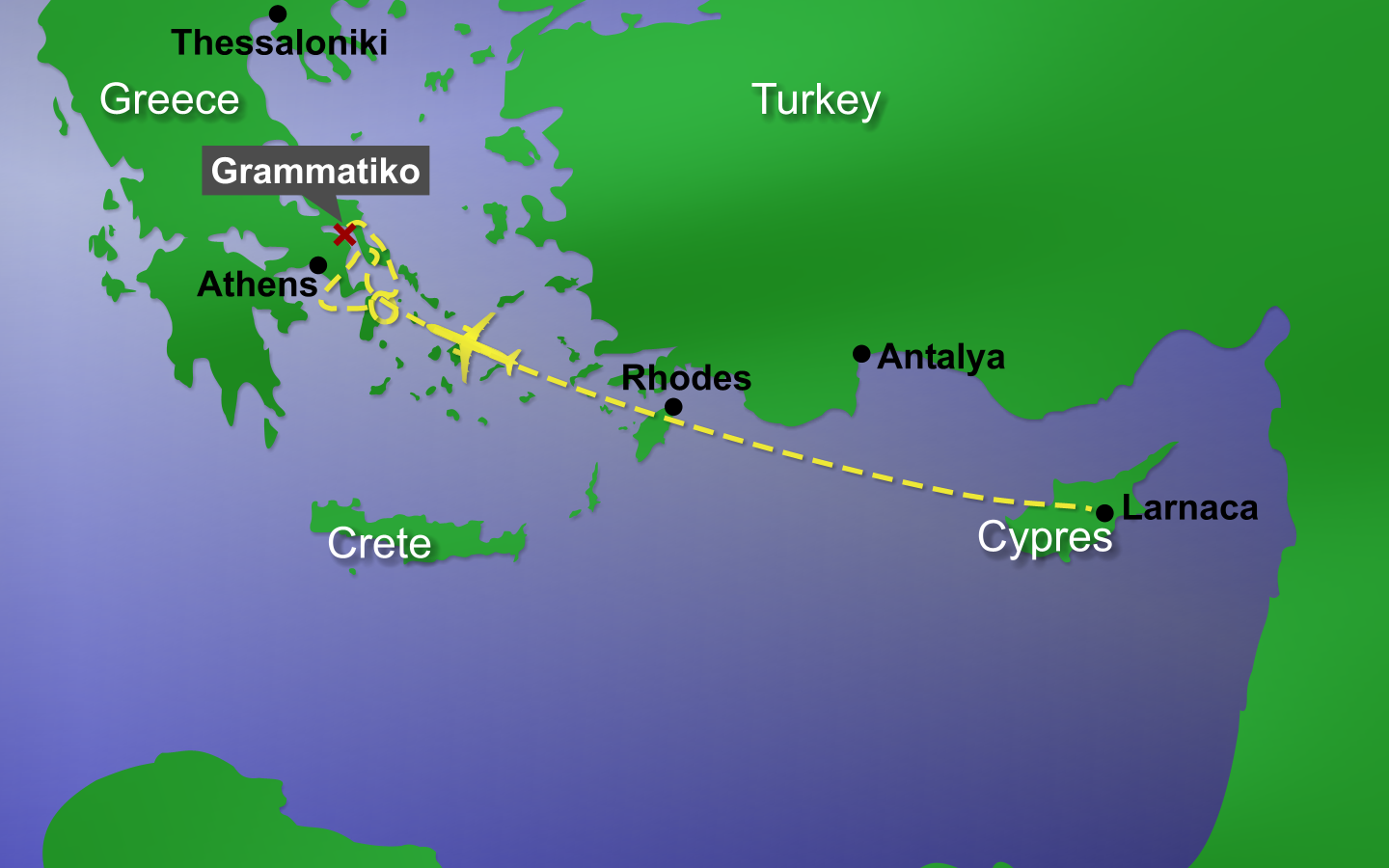
헬리오스 항공 522편의 항로

사고 항공기인 키프로스의 저가 항공사 헬리오스 항공 522편은 키프로스 라르나카 공항을 현지시간 오전 9시 7분 이륙하여 그리스 아테네를 거쳐 체코 프라하로 향할 예정이었다. 사고기 기종은 보잉 737-300 기종이었으며 기체 번호는 5B-DBY이다.
키프로스를 출발하여 고도 10,400m 상공을 비행해 그리스 영공에 오전 9시 37분에 도착했지만 관제센터의 응답 없이 고도를 내리지 않았다. 그리스 공군의 F-16은 오전 10시 55분 긴급 발진, 오전 11시 20분 접근을 시도하였다.
사고기는 아테네 국제공항의 인근 지역에 비행하여, 몇 차례 선회한 후, 2,000피트까지 고도를 내린 후에 7,000피트까지 고도를 올렸지만, 연료가 고갈했기 때문에 낮 12시 20분, 아테네의 북쪽 40km 지점인 그라마티코로부터 약 2km 떨어진 산악지대에 추락했다.
목격자의 증언으로는 급강하해 지상에 격돌했다고 한다. 이 사고로 승무원 6명과 승객 115명 등 탑승자 121명 전원이 사망하였다.